# Athletic Club 2009-2010
Questa pagina raccoglie i dati riguardanti la Athletic Club de Bilbao nelle competizioni ufficiali della stagione 2009-2010.

## Divise sponsor
Il fornitore tecnico, da quest'anno, è la Umbro. La prima maglia mantiene le classiche strisce verticali rosse e bianche, ma sono in tutto 7 (3 bianche e 4 rosse). Il collo è formato da una banda tricolore (rosso, bianco e nero), presente anche sulle maniche. Il simbolo di San Mamés è posto nella parte interna del colletta. Lo sponsor ufficiale, che si conferma la Petronor, quest'anno è caratterizzato da un simbolo meno visibile, cui è stato rimosso lo sfondo azzurro. Inoltre, è stato aggiunto sulla manica sinistra il logo della Diputación Foral de Vizcaya, il Parlamento Basco. Il pantaloncini è nero con strisce respiratorie rosse. Per l'Europa League, che nel regolamento prevede solo il simbolo di uno sponsor, esiste una quarta maglia, che de facto è identica alla prima, se si esclude il simbolo del Parlamento basco. I calzini sono neri con sottili strisce orizzontali rosse e bianche.
La seconda maglia è bicolore, e commemora la prima casacca del club, che era appunto metà bianca e metà azzurra. Il pantaloncino bianco con dettagli azzurri ai lati e calzini bianchi con piccole strisce orizzontali azzurre.
La terza maglia è completamente nera, con motivi rossi nel pantaloncino, seguendo così il modello della prima.
| Prima maglia | Seconda maglia | Terza maglia |  |

## Rosa
Aggiornata al 21 settembre 2009.
| N. |                   | Ruolo | Calciatore              |
| -- | ----------------- | ----- | ----------------------- |
| 1  | Spagna (bandiera) | P     | Gorka Iraizoz           |
| 2  | Spagna (bandiera) | D     | Gaizka Toquero          |
| 3  | Spagna (bandiera) | D     | Koikili Lertxundi       |
| 4  | Spagna (bandiera) | D     | Ustaritz Aldekoaotalora |
| 5  | Spagna (bandiera) | D     | Fernando Amorebieta     |
| 6  | Spagna (bandiera) | D     | Xabier Etxeita          |
| 7  | Spagna (bandiera) | C     | David López Moreno      |
| 8  | Spagna (bandiera) | C     | Iñaki Muñoz             |
| 9  | Spagna (bandiera) | A     | Fernando Llorente       |
| 10 | Spagna (bandiera) | C     | Francisco Javier Yeste  |
| 11 | Spagna (bandiera) | C     | Igor Gabilondo          |
| 12 | Spagna (bandiera) | D     | Mikel San José          |
| 13 | Spagna (bandiera) | P     | Armando Riveiro         |
| 14 | Spagna (bandiera) | C     | Markel Susaeta          |

| N. |                   | Ruolo | Calciatore                   |
| -- | ----------------- | ----- | ---------------------------- |
| 15 | Spagna (bandiera) | D     | Andoni Iraola                |
| 16 | Spagna (bandiera) | C     | Pablo Orbaiz                 |
| 17 | Spagna (bandiera) | A     | Joseba Etxeberria (capitano) |
| 18 | Spagna (bandiera) | C     | Carlos Gurpegi               |
| 19 | Spagna (bandiera) | D     | Iban Zubiaurre               |
| 20 | Spagna (bandiera) | D     | Aitor Ocio                   |
| 21 | Spagna (bandiera) | A     | Ion Vélez                    |
| 22 | Spagna (bandiera) | D     | Xabier Castillo              |
| 23 | Spagna (bandiera) | A     | Iñigo Díaz de Cerio          |
| 24 | Spagna (bandiera) | C     | Javier Martínez Aginaga      |
| 26 | Spagna (bandiera) | C     | Ander Iturraspe              |
| 27 | Spagna (bandiera) | A     | Iker Muniain                 |
| 28 | Spagna (bandiera) | A     | Óscar de Marcos Arana        |
| 49 | Spagna (bandiera) | D     | Xabier Etxebarria            |

## Organigramma societario
Fonte:
Area direttiva
- Presidente: Fernando García Macua

Area organizzativa
- Accompagnatore della squadra: Iñaki Morán
- Magazziniere: José Antonio Narváez, Txetxu Gallego

Area tecnica
- Direttore sportivo: Javier Irureta
- Allenatore: Joaquín Caparrós
- Allenatore in seconda: Luciano Martín
- Collaboratore tecnico: Iñaki Sáez
- Preparatori atletici: Javier Reyes, Bernardo Requena, Manuel Delgado
- Preparatore dei portieri: Luis Llopis

Area sanitaria
- Responsabile:
- Medici sociali: Josean Lekue, Paco Angulo,
- Massaggiatori: Juan Manuel Ipiña
- Fisioterapeuta: Alfonso Ruiz, Álvaro Campa, Beñat Azula, Jurdan Mendigutxia
- Podologo: Kepa Galardi

## Risultati

### Primera División

#### Girone di andata
| Arbitro: | Clos Gómez (Aragona) |

|             |           |  |
| Toquero 78’ | Marcatori |  |

| Arbitro: | Ayza Gámez (Valencia) |

|  |           |                   |
|  | Marcatori | 32’ (aut.) Prieto |

| Arbitro: | Muñiz Fernández (Asturie) |

|                                |           |                      |
| Llorente 10’, 39’ Martínez 57’ | Marcatori | 48’ Cani 83’ Cazorla |

| Arbitro: | Álvarez Izquierdo (Catalogna) |

|            |           |  |
| Alonso 86’ | Marcatori |  |

| Arbitro: | Teixeira Vitienes (Cantabria) |

|  |           |                                                   |
|  | Marcatori | 5’ Renato 20’ Negredo 45’ Kanouté 74’ Jesús Navas |

| Arbitro: | Mateu Lahoz (Valencia) |

|                             |           |                         |
| Diego Costa 60’ Nivaldo 75’ | Marcatori | 10’ Susaeta 77’ Muniain |

| Arbitro: | González Vázquez (Galizia) |

|             |           |                        |
| Toquero 82’ | Marcatori | 65’, 78’ de las Cuevas |

| Arbitro: | Undiano Mallenco (Navarra) |

|                               |           |  |
| Soldado 60’ Parejo 71’ (rig.) | Marcatori |  |

| Arbitro: | Ramírez Domínguez (Andalusia) |

|              |           |  |
| Martínez 18’ | Marcatori |  |

| Arbitro: | Paradas Romero (Andalusia) |

|  |           |                               |
|  | Marcatori | 31’ Gurpegi 73’ (rig.) Iraola |

| Arbitro: | Teixeira Vitienes (Cantabria) |

|             |           |                |
| Toquero 62’ | Marcatori | 53’ Dani Alves |

| Arbitro: | González Vázquez (Galizia) |

|                 |           |                                                      |
| Uche 84’ (rig.) | Marcatori | 37’ Martínez 41’ Ustaritz 60’ Llorente 77’ de Marcos |

| Arbitro: | Rubinos Pérez (Madrid) |

|             |           |                       |
| Muniain 58’ | Marcatori | 61’ Villa 83’ Mathieu |

| Arbitro: | Velasco Carballo (Madrid) |

|             |           |                          |
| Diogo 90+1’ | Marcatori | 61’ San José 81’ Susaeta |

| Arbitro: | Fernández Borbalán (Andalusia) |

|                       |           |  |
| Yeste 1’ Llorente 11’ | Marcatori |  |

| Arbitro: | Muñiz Fernández (Asturie) |

|                        |           |  |
| Álvarez 49’ Aduriz 65’ | Marcatori |  |

| Arbitro: | Pérez Burrull (Cantabria) |

|              |           |                     |
| Weligton 48’ | Marcatori | 78’ (rig.) Llorente |

| Arbitro: | González Vázquez (Galizia) |

|             |           |  |
| Llorente 2’ | Marcatori |  |

| Arbitro: | Estrada Fernández (Catalogna) |

|                                 |           |                    |
| Filipe 50’ Juca 59’ Álvarez 90’ | Marcatori | 79’ (aut.) Colotto |

#### Girone di ritorno
| Arbitro: | Turienzo Álvarez (Castiglia-León) |

|                 |           |  |
| Luis García 58’ | Marcatori |  |

| Arbitro: | Álvarez Izquierdo (Catalogna) |

|                              |           |                        |
| Muniain 2’ Llorente 64’, 87’ | Marcatori | 10’ Moreno 40’ Bermejo |

| Arbitro: | Clos Gómez (Aragona) |

|                         |           |               |
| Capdevila 5’ Nilmar 45’ | Marcatori | 24’ Gabilondo |

| Arbitro: | Undiano Mallenco (Navarra) |

|                                                          |           |            |
| Llorente 17’ (rig.) Toquero 22’ Iraola 53’ Gabilondo 62’ | Marcatori | 59’ Alfaro |

| Siviglia 28 febbraio 2010, ore 19:00 UTC+1 24ª giornata | Siviglia                  | 0 – 0 referto | Athletic Bilbao | Stadio Ramón Sánchez-Pizjuán\| Arbitro: \| Muñiz Fernández (Asturie) \| |
| Arbitro:                                                | Muñiz Fernández (Asturie) |               |                 |                                                                         |

| Arbitro: | Mateu Lahoz (Valencia) |

|                  |           |  |
| Toquero 27’, 37’ | Marcatori |  |

| Gijón 13 marzo 2010, ore 20:00 UTC+1 26ª giornata | Sporting Gijón                 | 0 – 0 referto | Athletic Bilbao | Stadio El Molinón\| Arbitro: \| Fernández Borbalán (Andalusia) \| |
| Arbitro:                                          | Fernández Borbalán (Andalusia) |               |                 |                                                                   |

| Arbitro: | Pérez Burrull (Cantabria) |

|                                |           |                         |
| Orbaiz 13’ Llorente 78’ (rig.) | Marcatori | 32’ Manu 86’ Pedro León |

| Arbitro: | Ramírez Domínguez (Andalusia) |

|                       |           |  |
| Forlán 53’ Agüero 85’ | Marcatori |  |

| Arbitro: | Velasco Carballo (Madrid) |

|                                                  |           |                              |
| Llorente 13’, 78’ (rig.) Toquero 18’ Susaeta 87’ | Marcatori | 41’ Tchité 80’, 90+3’ Bolado |

| Arbitro: | Mateu Lahoz (Valencia) |

|                                      |           |             |
| Jeffrén 27’ Bojan 39’, 58’ Messi 67’ | Marcatori | 76’ Susaeta |

| Arbitro: | Clos Gómez (Aragona) |

|                                              |           |            |
| Martínez 13’, 49’ Gabilondo 32’ Llorente 51’ | Marcatori | 70’ Piatti |

| Arbitro: | González González (Castiglia e León) |

|                |           |  |
| Silva 34’, 62’ | Marcatori |  |

| Bilbao 18 aprile 2010, ore 19:00 UTC+2 33ª giornata | Athletic Bilbao               | 0 – 0 referto | Saragozza | Stadio San Mamés\| Arbitro: \| Estrada Fernández (Catalogna) \| |
| Arbitro:                                            | Estrada Fernández (Catalogna) |               |           |                                                                 |

| Pamplona 26 aprile 2010, ore 21:00 UTC+2 34ª giornata | Osasuna                       | 0 – 0 referto | Athletic Bilbao | Estadio Reyno de Navarra\| Arbitro: \| Teixeira Vitienes (Cantabria) \| |
| Arbitro:                                              | Teixeira Vitienes (Cantabria) |               |                 |                                                                         |

| Arbitro: | Ramírez Domínguez (Andalusia) |

|              |           |                                 |
| Llorente 44’ | Marcatori | 43’ Castro 50’ Nunes 51’ Aduriz |

| Arbitro: | Rubinos Pérez (Madrid) |

|            |           |          |
| Toquero 4’ | Marcatori | 19’ Duda |

| Arbitro: | Muñiz Fernández (Asturie) |

|                                                                         |           |           |
| Ronaldo 21’ (rig.) Higuaín 72’ Sergio Ramos 79’ Benzema 81’ Marcelo 88’ | Marcatori | 40’ Yeste |

| Arbitro: | Mejuto González (Asturie) |

|                          |           |  |
| Muniain 19’ Martínez 77’ | Marcatori |  |

### UEFA Europa League

#### Turni preliminari
| Arbitro: | Costas Kapitanis |

|  |           |             |
|  | Marcatori | 23’ Doumbia |

| Arbitro: | Alon Yefet |

|                |           |                          |
| Frimpong 90+2’ | Marcatori | 26’ Llorente 72’ Muniain |

| Arbitro: | Sascha Kever |

|                                                |           |                            |
| Martínez 62’ (rig.) de Marcos 86’ Llorente 90’ | Marcatori | 42’ Moldskred 78’ Lindpere |

| Arbitro: | Tony Chapron |

|               |           |                     |
| Rushfeldt 61’ | Marcatori | 56’ (rig.) Martínez |

#### Fase a gironi
| Arbitro: | Kevin Blom |

|                                     |           |  |
| Llorente 8’ (rig.), 24’ Muniain 56’ | Marcatori |  |

| Arbitro: | Alexandru Dan Tudor |

|                                       |           |                |
| Hunt 8’ Naldo 41’ Frings 90+4’ (rig.) | Marcatori | 90+1’ Llorente |

| Arbitro: | István Vad |

|                             |           |            |
| Etxeberria 67’ Llorente 86’ | Marcatori | 42’ Micael |

| Arbitro: | William Collum |

|                  |           |                       |
| Edgar 62’ (rig.) | Marcatori | 84’ (rig.) Etxeberria |

| Arbitro: | Svein Oddvar Moen |

|  |           |                                |
|  | Marcatori | 19’, 84’ Llorente 62’ San José |

| Arbitro: | Serge Gumienny |

|  |           |                                     |
|  | Marcatori | 13’ Pizarro 20’ Naldo 36’ Rosenberg |

- Athletic Club qualificato come seconda nel Gruppo L.

#### Fase a eliminazione diretta
| Arbitro: | Matteo Simone Trefoloni |

|              |           |            |
| San José 58’ | Marcatori | 35’ Biglia |

| Arbitro: | Thomas Einwaller |

|                                                     |           |  |
| Lukaku 4’ San José 26’ (aut.) Juhász 49’ Legear 68’ | Marcatori |  |

### Coppa del Re
| Arbitro: | Fernández Borbalán (Andalusia) |

|                       |           |  |
| Susaeta 4’ Pachón 19’ | Marcatori |  |

| Arbitro: | Pérez Burrull (Cantabria) |

|                           |           |                           |
| Llorente 42’ Martínez 74’ | Marcatori | 71’ Collantes 78’ Albácar |

### Supercopa de España
| Arbitro: | Rubinos Pérez (Madrid) |

|               |           |                      |
| de Marcos 45’ | Marcatori | 58’ Xavi 68’ Ledesma |

| Arbitro: | Velasco Carballo (Madrid) |

|                                 |           |  |
| Messi 49’, 68’ (rig.) Bojan 72’ | Marcatori |  |

## Statistiche

### Statistiche di squadra
Statistiche aggiornate al 21 settembre 2009
| Competizione        | Punti | In casa | In casa | In casa | In casa | In casa | In casa | In trasferta | In trasferta | In trasferta | In trasferta | In trasferta | In trasferta | Totale | Totale | Totale | Totale | Totale | Totale | DR |
| Competizione        | Punti | G       | V       | N       | P       | Gf      | Gs      | G            | V            | N            | P            | Gf           | Gs           | G      | V      | N      | P      | Gf     | Gs     | DR |
| ------------------- | ----- | ------- | ------- | ------- | ------- | ------- | ------- | ------------ | ------------ | ------------ | ------------ | ------------ | ------------ | ------ | ------ | ------ | ------ | ------ | ------ | -- |
| Primera División    | 45    | 14      | 9       | 2       | 3       | 26      | 19      | 16           | 4            | 4            | 8            | 15           | 22           | 30     | 13     | 6      | 11     | 41     | 41     | 0  |
| Coppa del Re        | -     | 1       | 0       | 1       | 0       | 2       | 2       | 1            | 0            | 0            | 1            | 0            | 2            | 2      | 0      | 1      | 1      | 2      | 4      | -2 |
| Supercoppa Spagnola | -     | 1       | 0       | 0       | 1       | 1       | 2       | 1            | 0            | 0            | 1            | 0            | 3            | 2      | 0      | 0      | 2      | 1      | 5      | -4 |
| Europa League       | -     | 6       | 3       | 1       | 2       | 9       | 8       | 6            | 2            | 2            | 2            | 8            | 10           | 12     | 5      | 3      | 4      | 19     | 20     | -1 |
| Totale              | 45    | 22      | 12      | 4       | 6       | 28      | 31      | 24           | 6            | 6            | 12           | 23           | 37           | 46     | 18     | 10     | 18     | 63     | 70     | -7 |